# Église Saint-Merri
De Église Saint-Merri (Sint-Merrikerk) is een roomse-katholieke kerk in de Franse hoofdstad Parijs. De kerk is gesitueerd aan de Rue Saint-Martin in het 1e arrondissement, en was lange tijd de parochiekerk van de Lombardische woekeraars.

## Geschiedenis
De kerk werd gebouwd tussen 1520 en 1612, en is gewijd aan de Heilige Medericus (of Merri), abt van Autun die volgens het verhaal werd geroepen de vrijlating van gevangenen te bewerkstelligen, en in de 7e eeuw op deze locatie stierf. Hij werd in 884 uitgeroepen tot patroonheilige van de Rive Droite. De Saint-Merri is sinds de bouw vele malen gerestaureerd. De belangrijkste restauratie vond plaats in de 18e eeuw, toen het portaal en de façade opnieuw werden ontworpen. Het gebouw heeft vanwege deze verandering een moderner uiterlijk dan de meeste kerken in de Lichtstad.

### Binnenkant

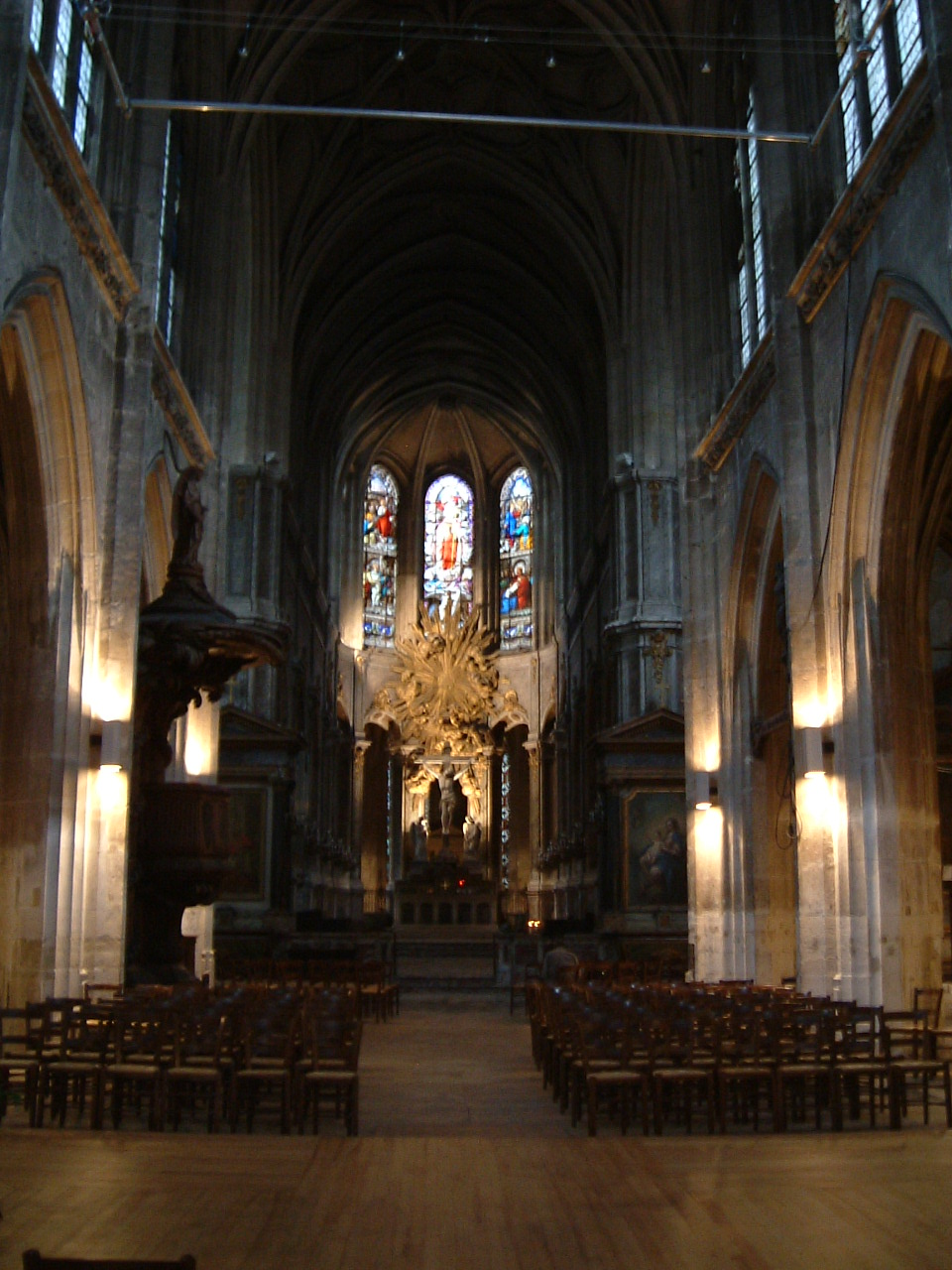
Het interieur van de kerk

Ook aan de binnenkant hebben sinds de oplevering in het begin van de 17e eeuw een groot aantal restauraties plaatsgevonden. Onder Lodewijk XV werden door de architecten Boffrand en de gebroeders Slodtz het koorhek verwijderd, de pilaren om het priesterkoor met marmer bedekt en de gotische puntbogen in rondbogen veranderd. De oorspronkelijke glas-in-loodramen zijn echter behouden gebleven in de eerste drie traveeën van het koor en het transept, evenals het schilderij Maagd met Kind van de Fransman Charles André van Loo.
Een ander belangrijk onderdeel van de kerk is het orgel, dat in 1781 werd ontworpen door de beroemde orgelbouwer François-Henri Clicquot. Onder andere Camille Saint-Saëns heeft gebruikgemaakt van dit orgel. Daarnaast trekt de Strawinsky-fontein aan de achterkant veel bekijks. De bedoeling van deze fontein is met bewegende beelden het werk van de componist te illustreren. De zwarte mobiles zijn het werk van Jean Tinguely, de felgekleurde van Niki de Saint-Phalle. Boven in de klokkentoren hangt de oudste kerkklok van Parijs, gegoten in 1331. Deze dateert nog uit de tijd van de middeleeuwse kapel, die als eerste op deze locatie stond.
De grote westgevel van de kerk ligt aan de Rue Saint-Martin, en is ingeklemd tussen de uit de middeleeuwen stammende huizen. De ingang bevindt zich echter bij de pastorie, aan de Rue de la Verrerie.